# Krishna aur Kans
Pour plus de détails, voir Fiche technique et Distribution.
Krishna aur Kans est un film d'animation indien réalisé par Vikram Veturi et sorti en Inde le 3 août 2012. Ce long métrage employant la technique traditionnelle du dessin animé mais tourné en relief s'inspire d'un épisode de la mythologie hindoue : les exploits de Krishna, incarnation du dieu hindou Vishnou sous la forme d'un petit garçon, dans un royaume gouverné par un tyran. Le film reprend le sujet d'une série d'animation télévisée, Krishna, the Warrior, produite par le même studio.

## Synopsis
Le roi et sorcier Kans règne en tyran sur le royaume de Mathura et ambitionne de conquérir le monde. Pour mettre fin à son règne sanguinaire, les dieux décident d'incarner sur Terre Vishnu, qui naît sous la forme de Krishna, fils de Devaki, la sœur de Kans. Le bébé, neveu du tyran, vient au monde dans le village de Vrindavan, où il est adopté par le chef du village, Nanda, qui l'élève au même titre que son propre fils un peu plus âgé, Balram. Krishna grandit dans la bonne humeur et devient un petit garçon facétieux, qui en fait voir de toutes les couleurs à sa mère et est toujours prêt à jouer un tour aux gopis, les gardiennes de vaches qui le surveillent. Mais il se signale très tôt par ses exploits miraculeux, et la musique de sa flûte charme hommes et bêtes. Krishna se lie surtout avec une petite fille de son âge, Radha (sa future épouse dans la mythologie hindoue), mais se lie aussi d'amitié plusieurs garçons, dont Madhumangal. Il peut aussi compter sur l'aide du singe Dabiloba et de l'agnelle Hamsi. Krishna doit bientôt venir en aide aux gens du royaume et affronter les périls surnaturels que lui envoie Kans, principalement les démons Trinavarta, Bakasur et Putna. Mais, voyant Krishna vaincre sans peine chacun de ses envoyés, Kans finit par le défier en duel dans le colisée de sa capitale. Plusieurs chansons ponctuent le film.

## Fiche technique
- Titre hindi : Krishna aur Kans
- Titre tamoul : Gokulathil Kannan[1]
- Titre télougou : Chinni Krishna
- Réalisation : Vikram Veturi
- Scénario : Kamlesh Pandey avec la participation de Dhrubo Banerjee et Bhaskar Mani
- Musique originale : Shantanu Moitra
- Montage : Varaprasad J.V
- Production : Tejonidhi Bhandare et Shamboo Falke (producteurs associés), Sk Ashish, Rajesh Dattu Bhosale, Ravi Mahapatro, Anand Pandey, Amit Rathod, Paramanandam Thulasiraman, Vikas Verma (producteurs exécutifs)
- Société de production : Reliance Animation
- Société de distribution : Reliance Entertainment (sortie en salles, tous les pays)
- Pays :  Inde
- Langue : hindi, anglais, tamoul, télougou
- Format : 2,35:1, couleur
- Son : Dolby Digital
- Durée : 117 minutes
- Date de sortie :  Inde : 3 août 2012

## Voix originales
- Prachi Saathi : Krishna
- Meghna Erande : Krishna nouveau-né
- Om Puri : Kans, le tyran
- Rajshree Nath : Radha
- Soniya Nair : Balram
- Supriya Pilgaonkar : Devaki, sœur de Kans
- Sachin Pilgaonkar : Vasudev
- Sulakshana Khatri : Putna (Pootana), démone
- Vinod Kulkarni : Trinavarta (Trinavert), démon
- Juhi Chawla : Yashoda
- Manoj Bajpayee : Nanda
- Harish Bhimani : Subala
- Kenneth Desai : Vrishban
- Meena Goculdas : Gwalan
- A.K. Hangal : le roi Ugrasen
- Ninad Kamat : Narad
- Jameel Khan : Mahout
- Mukesh Khanna : Akroor
- Anupam Kher : Gargasharya
- Rahul Mulani : Kaliya
- Anushree Nath : Vishakha
- Sudhir Pandey : Chanur
- Ayesha Raza : Prabhavati
- Uday Sabnis : Mushtik
- Namrata Sawhney : Dourga
- Malak Shah : Madhumangal
- Vishwanath : un vieillard

## Distribution
Le film sort en Inde le 3 août 2012, à l'occasion de Janmâshtami, fête de la nativité de Krishna. Il est diffusé dans quatre langues : en hindi dans les territoires parlant cette langue, en télougou dans d'autres territoires, en tamoul à Tamil Nadu et en anglais dans l'État de Kerala, et il est exploité sur un peu plus de 350 copies dans le pays. Cette sortie simultanée en quatre langues et cette grande quantité de copies confèrent au film la plus large distribution jamais organisée pour un film d'animation indien. Le jour de sa sortie, le film est déclaré dispensé d'impôts (tax free) dans six États (Maharashtra, Punjab, Rajasthan, Kerala, Chhattisgarh et West Bengal), ce qui favorise son exploitation.

## Accueil critique
Le film reçoit un accueil moyen de la part des critiques de presse. Parmi les meilleures critiques, celle du Times of India, par Allen O'Brien, donne au film la note de 3,5 sur 5. O'Brien signe une critique très positive louant tant la qualité de l'animation, de la musique et des doublages que celle du scénario, conçu pour les enfants mais susceptible de divertir aussi les adultes. Il reproche seulement au film l'action un peu lente à démarrer et des dialogues en shuddha hindi (hindi au vocabulaire choisi pour ses racines sanskrites, à l'exclusion des emprunts récents au perse, à l'arabe et à l'anglais employés dans la langue courante) pas toujours aisés à comprendre pour la jeune génération. Sur le site Indiawest, R. M. Vijayakar donne au film la même note et indique que le film se détache par sa qualité de la masse des films d'animation pour enfants ; il apprécie particulièrement le scénario, la musique et les paroles des chansons. Il reproche au film des dialogues et un dénouement trop stéréotypés, les quelques mots ourdou présents dans les paroles des chansons et qu'il juge inauthentiques, et la chanson sur la démone Putna.  
Parmi les critiques moyennes, le site Daily News and Analysis (DNA), Aakanksha Naval-Shetye émet également un avis assez favorable, voyant dans le film un bon divertissement pour enfants compatible avec le reste de la famille, et saluant la qualité technique des effets spéciaux qui en fait définitivement un pas en avant pour l'industrie de l'animation indienne (« definitely a step up for Indian animation industry »). Il regrette cependant que certains épisodes de la vie de Krishna soient abordés trop rapidement d'une manière qui peut entraîner la confusion chez les spectateurs les moins au fait de la mythologie hindoue. Le critique de Mid Day, Shakti Setti, donne au film la note de 2,5. Si la musique est l'élément qui le convainc le plus, il reproche au film le peu de temps effectivement consacré à la confrontation directe entre Krishna et Kans, une certaine complaisance dans les effets spéciaux, l'emploi du shuddha hindi incompréhensible pour les enfants et certains passages trop matures pour le tout jeune public, en particulier la chanson de la démone Putna. Dans The Asian Age, Hassan Kamal donne au film une note de 3 sur 5. Il lui reproche la chanson de la démone Putna qui sert d'incontournable item number, la 3D relief peu utile et le shuddha hindi ; mais il apprécie le fait que, malgré le sujet très classique, la réalisation amène quelques moments brillants (« a few moments of brilliance ») comme la scène en noir et blanc, dans les premiers moments du film, où Kans tue sept enfants de Devaki. Il juge que le film, sans atteindre encore les standards de grosses productions américaines comme L'Âge de glace, montre que l'animation indienne s'en approche peu à peu.
Dans IBN Live, Rohit Vats signe une critique mitigée, donnant au film la note de 2 sur 5 et estimant que le film ne s'élève pas au-dessus de la moyenne des films d'animation indiens : il reproche à l'animation le peu de langage corporel des personnages, tout en appréciant la qualité des doublages et de la réalisation qui vient compenser ce défaut. Sur le site Bollywood Hungama, Taran Adarsh donne également au film la note de 2 sur 5 et estime qu'en raison de la trop longue durée du film (plus de deux heures), de l'action manquant un peu de rythme et du shuddha hindi, le film ne fait pas davantage que le strictement correct (« a strictly OK watch »).

## Bande originale
La musique originale de Krishna aur Kans, qui contient onze chansons, est composée par Shantanu Moitra ; les paroles des chansons sont de Swanand Kirkire. La bande originale du film est éditée en CD et sur Internet fin juillet 2012, un peu avant la sortie du film. Sur le site de critique de musiques de film Bollywood Hungama, Joginder Tuteja donne à la BO la note de 2 sur 5 et y voit une honnête bande originale, dont il regrette seulement les paroles en shuddha hindi peu compréhensibles.

## Édition en vidéo
Le film sort en DVD courant septembre 2012. L'édition hindi inclut les versions en hindi et en anglais et des sous-titres anglais. La version tamoul est également éditée en DVD.